# Hestrud
Ne doit pas être confondu avec Hestrus dans le département du Pas-de-Calais
Hestrud [ɛstʁyd] est une commune française située dans le département du Nord, en région Hauts-de-France.

## Géographie
La commune est limitrophe de : Beaurieux, Eccles, Bérelles, Beaumont (Hainaut).
La Thure coule à Hestrud.

### Communes limitrophes
| Aibes            | Cousolre  | Cousolre             |
| Bérelles         | Hestrud   | Sivry-Rance Belgique |
| Solre-le-Château | Beaurieux | Sivry-Rance Belgique |

### Hydrographie

#### Réseau hydrographique
La commune est située dans le bassin Artois-Picardie. Elle est drainée par la Thure, le Rieu de cripotte et le Rieu de Grand champ,,.
La Thureest un cours d'eau qui prend sa source en Belgique, d'une longueur de 25 km, entre en France dans la commune  et se jette  dans la Sambre canalisée en Belgique, dans la commune d'Erquelinnes. 

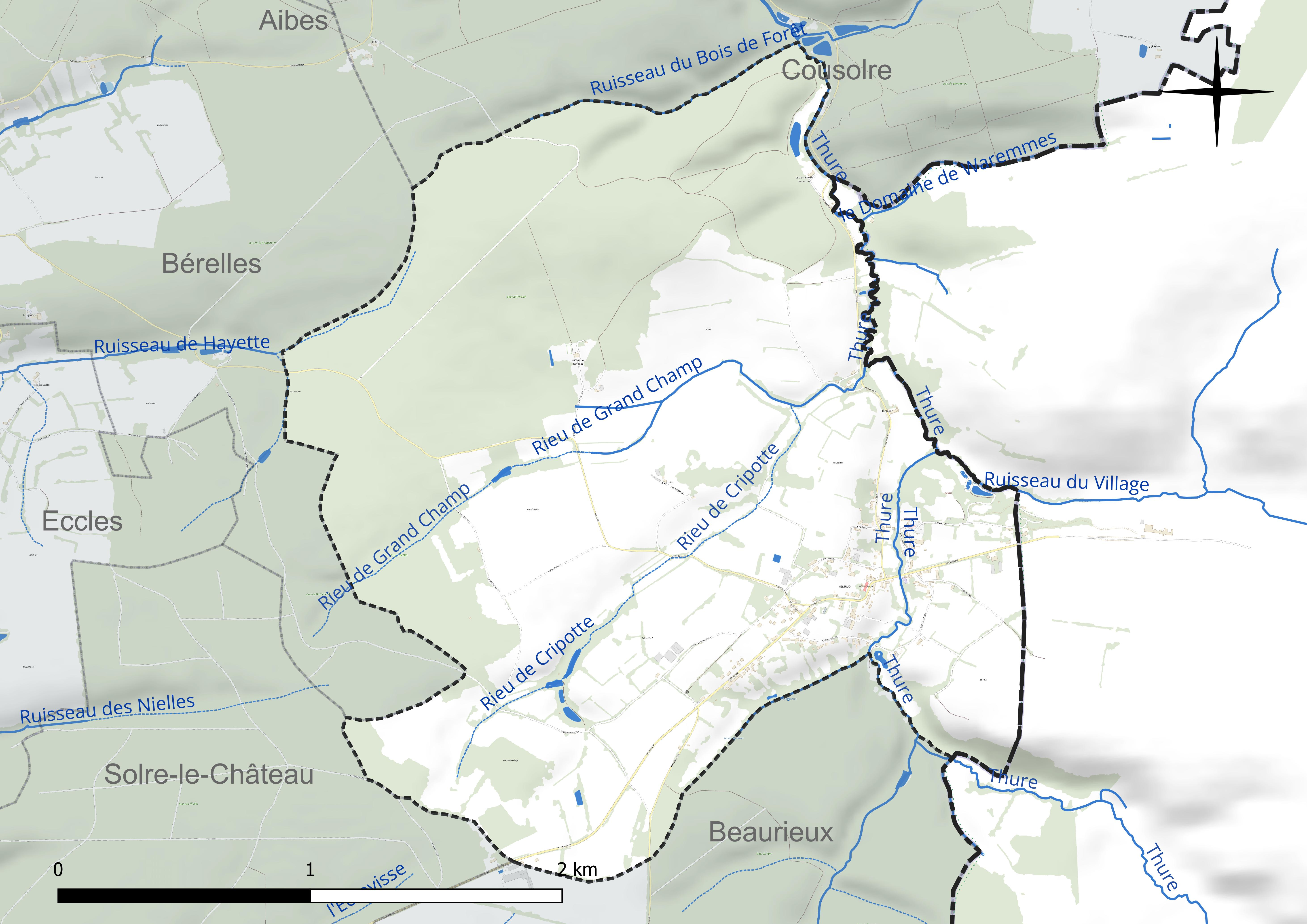
Réseau hydrographique de Hestrud.

#### Gestion et qualité des eaux
Le territoire communal est couvert par le schéma d'aménagement et de gestion des eaux (SAGE) « Sambre ». Ce document de planification concerne un territoire de 1 253 km2 de superficie, délimité par le bassin versant de la Sambre. Le périmètre a été arrêté le 1er novembre 2003 et le SAGE proprement dit a été approuvé le 21 septembre 2012, puis modifié le 18 août 2022. La structure porteuse de l'élaboration et de la mise en œuvre est le syndicat mixte du Parc naturel régional de l'Avesnois. 
La qualité des cours d'eau peut être consultée sur un site dédié géré par les agences de l'eau et l'Agence française pour la biodiversité. 

### Climat
Pour des articles plus généraux, voir Climat des Hauts-de-France et Climat du Nord.
En 2010, le climat de la commune est de type climat des marges montargnardes, selon une étude du CNRS s'appuyant sur une série de données couvrant la période 1971-2000. En 2020, Météo-France publie une typologie des climats de la France métropolitaine dans laquelle la commune est exposée à un climat océanique altéré et est dans la région climatique  Nord-est du bassin Parisien, caractérisée par un ensoleillement médiocre, une pluviométrie moyenne régulièrement répartie au cours de l'année et un hiver froid (3 °C). 
Pour la période 1971-2000, la température annuelle moyenne est de 9,6 °C, avec une amplitude thermique annuelle de 15,4 °C. Le cumul annuel moyen de précipitations est de 914 mm, avec 13 jours de précipitations en janvier et 9,1 jours en juillet. Pour la période 1991-2020, la température moyenne annuelle observée sur la station météorologique la plus proche, située sur la commune de Saint-Hilaire-sur-Helpe à 19 km à vol d'oiseau, est de 10,5 °C et le cumul annuel moyen de précipitations est de 802,4 mm,. Pour l'avenir, les paramètres climatiques de la commune estimés pour 2050 selon différents scénarios d'émission de gaz à effet de serre sont consultables sur un site dédié publié par Météo-France en novembre 2022.

Depuis 2007, Le village de Hestrud possède sa propre station météo.
Les données sont visible sur le site 
https://www.meteo-hestrud.fr connue sous le nom de : Station Météo de Hestrud.

## Urbanisme

### Typologie
Au 1er janvier 2024, Hestrud est catégorisée commune rurale à habitat dispersé, selon la nouvelle grille communale de densité à sept niveaux définie par l'Insee en 2022.
Elle est située hors unité urbaine et hors attraction des villes,.

### Occupation des sols
L'occupation des sols de la commune, telle qu'elle ressort de la base de données européenne d'occupation biophysique des sols Corine Land Cover (CLC), est marquée par l'importance des territoires agricoles (53,7 % en 2018), une proportion sensiblement équivalente à celle de 1990 (54,3 %). La répartition détaillée en 2018 est la suivante : 
forêts (41,4 %), terres arables (28,7 %), prairies (25 %), zones urbanisées (4,9 %). L'évolution de l'occupation des sols de la commune et de ses infrastructures peut être observée sur les différentes représentations cartographiques du territoire : la carte de Cassini (XVIIIe siècle), la carte d'état-major (1820-1866) et les cartes ou photos aériennes de l'IGN pour la période actuelle (1950 à aujourd'hui).

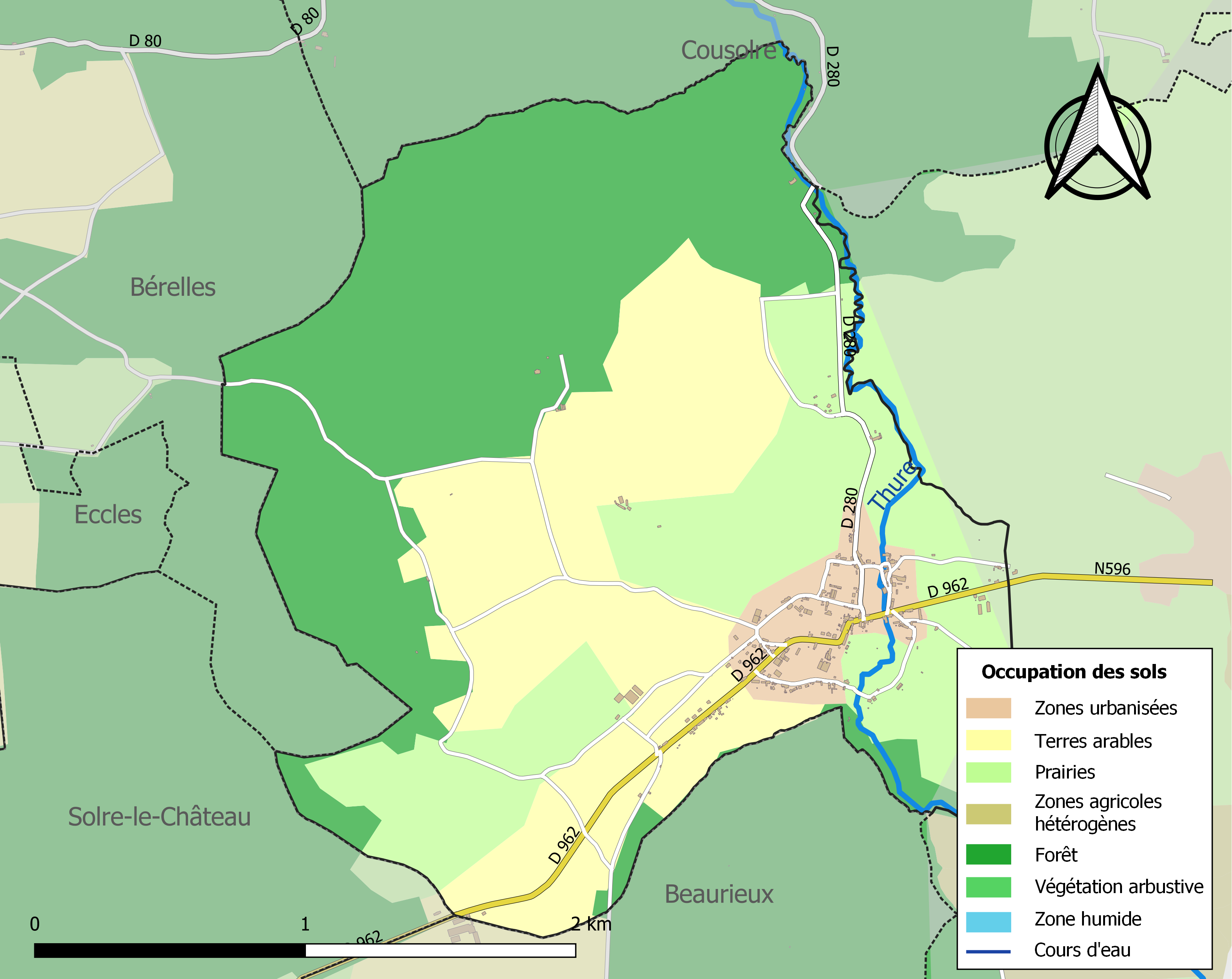
Carte des infrastructures et de l'occupation des sols de la commune en 2018 (CLC).

## Toponymie
Noms anciens : Hestru, 1106, tit. de l'abb. de l'Arrouaise, Le Carp. Pr. II, 81 - Hestruth, 1185, Cart. de l'abb. de Liessies - Herstruz, cart. de l'abb. de Lobbes, Miroeus II, 1170 - Hestrus, 1185, Cart. de l'abb. de Lobbes, Miroeus III, 713 - Hestrut, 1186, J. de G., ann. du Hain, XII, 339 - Hestrus li frans, 1252, cart. de l'abb. d'Alne - Hestrus, 1349, Pouillé de Cambrai - Hestruen, Haistru, XVIIe siècle, divers documents - Hestrud, 1699, inscription sur une cloche du lieu.
Le nom viendrait du germanique haisdrōþu, collectif de haisdra (qui a donné le mot « hêtre »). 

## Histoire
- La première trace écrite de Hestrud date de 866 avec « Haistrudis villa » qui  appartenait à l'abbaye de Lobbes. Hestrud était équipée d'un moulin et d'une brasserie. En 1145, Hestrud est donnée à l'abbaye de Liessies par l'évêque de Cambrai. En 1147, elle prend le nom  d'« Hestruth ».
- Le village de Hestrud fut plusieurs fois dévasté : en 1185 par les soldats du duc de Brabant, en 1553 par les soldats du roi Henri II, en 1651 et 1655, par des Français, en 1793, 1794 puis 1795 à la suite des combats opposant les Français aux Autrichiens[18].

## Héraldique
|  | Les armes de Hestrud se blasonnent ainsi : « D'or à la bande de gueules. » |

## Politique et administration
Maire de 1802 à 1807 : Nicolas Lebrun,.

Maire en 1881 : Charlet.

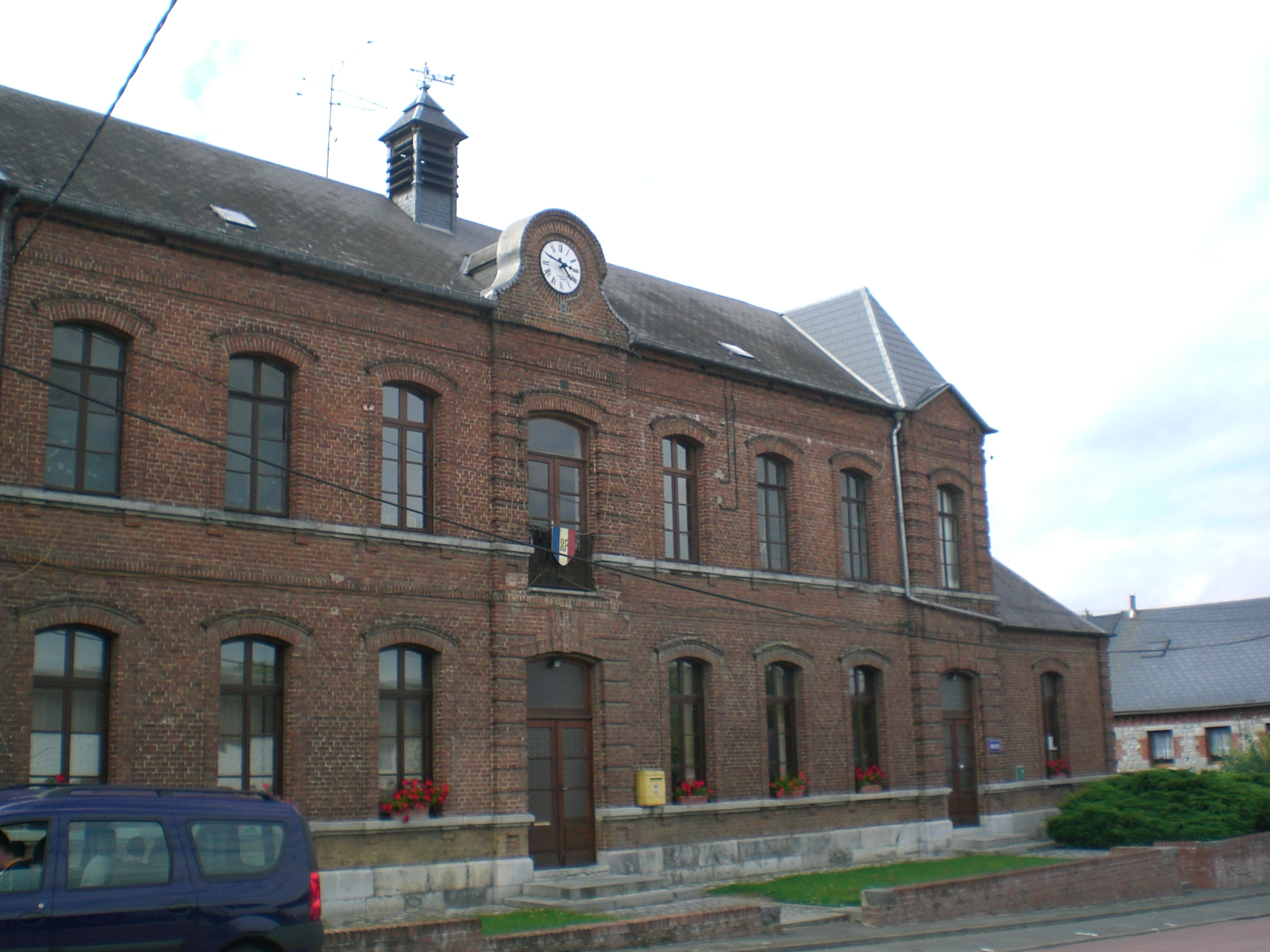
La mairie.

Pierre Herbet a été conseiller général du canton de Solre-le-Château de 1982 à 2004.
| Identité                                  | Période     | Période  | Durée                      | Étiquette        |
| Identité                                  | Début       | Fin      | Durée                      | Étiquette        |
| ----------------------------------------- | ----------- | -------- | -------------------------- | ---------------- |
| Pierre Herbet (d) (né le 1er mars 1937)   | mars 1977   | mai 2020 | 43 ans et 2 mois           | Parti socialiste |
| André Berteaux (d) (né le 9 juillet 1951) | 26 mai 2020 | En cours | 4 ans, 11 mois et 29 jours |                  |

## Population et société

### Démographie

#### Évolution démographique
L'évolution du nombre d'habitants est connue à travers les recensements de la population effectués dans la commune depuis 1793. Pour les communes de moins de 10 000 habitants, une enquête de recensement portant sur toute la population est réalisée tous les cinq ans, les populations de référence des années intermédiaires étant quant à elles estimées par interpolation ou extrapolation. Pour la commune, le premier recensement exhaustif entrant dans le cadre du nouveau dispositif a été réalisé en 2004.

En 2022, la commune comptait 299 habitants, en évolution de +1,36 % par rapport à 2016 (Nord : +0,51 %, France hors Mayotte : +2,11 %).
| 1793 | 1800 | 1806 | 1821 | 1831 | 1836 | 1841 | 1846 | 1851 |
| ---- | ---- | ---- | ---- | ---- | ---- | ---- | ---- | ---- |
| 184  | 201  | 227  | 220  | 265  | 403  | 410  | 464  | 446  |

| 1856 | 1861 | 1866 | 1872 | 1876 | 1881 | 1886 | 1891 | 1896 |
| ---- | ---- | ---- | ---- | ---- | ---- | ---- | ---- | ---- |
| 448  | 503  | 552  | 483  | 490  | 514  | 487  | 521  | 522  |

| 1901 | 1906 | 1911 | 1921 | 1926 | 1931 | 1936 | 1946 | 1954 |
| ---- | ---- | ---- | ---- | ---- | ---- | ---- | ---- | ---- |
| 425  | 423  | 360  | 322  | 307  | 306  | 322  | 286  | 318  |

| 1962 | 1968 | 1975 | 1982 | 1990 | 1999 | 2004 | 2006 | 2009 |
| ---- | ---- | ---- | ---- | ---- | ---- | ---- | ---- | ---- |
| 318  | 291  | 257  | 290  | 261  | 275  | 253  | 247  | 286  |

| 2014 | 2019 | 2022 | - | - | - | - | - | - |
| ---- | ---- | ---- | - | - | - | - | - | - |
| 299  | 292  | 299  | - | - | - | - | - | - |

#### Pyramide des âges
La population de la commune est relativement âgée.
En 2018, le taux de personnes d'un âge inférieur à 30 ans s'élève à 29,8 %, soit en dessous de la moyenne départementale (39,5 %). À l'inverse, le taux de personnes d'âge supérieur à 60 ans est de 33,6 % la même année, alors qu'il est de 22,5 % au niveau départemental.
En 2018, la commune comptait 155 hommes pour 138 femmes, soit un taux de 52,9 % d'hommes, largement supérieur au taux départemental (48,23 %).
Les pyramides des âges de la commune et du département s'établissent comme suit.
| Hommes | Classe d’âge | Femmes |
| ------ | ------------ | ------ |
| 0,6    | 90 ou +      | 0,0    |
| 9,1    | 75-89 ans    | 9,4    |
| 22,7   | 60-74 ans    | 25,4   |
| 18,8   | 45-59 ans    | 16,7   |
| 18,2   | 30-44 ans    | 19,6   |
| 13,0   | 15-29 ans    | 16,7   |
| 17,5   | 0-14 ans     | 12,3   |

| Hommes | Classe d’âge | Femmes |
| ------ | ------------ | ------ |
| 0,5    | 90 ou +      | 1,4    |
| 5,3    | 75-89 ans    | 8,1    |
| 14,8   | 60-74 ans    | 16,2   |
| 19,1   | 45-59 ans    | 18,4   |
| 19,5   | 30-44 ans    | 18,7   |
| 20,7   | 15-29 ans    | 19,1   |
| 20,2   | 0-14 ans     | 18     |

## Lieux et monuments
- Église Saint Romain (XVIe siècle)
- Musée de la Douane et des Frontières.
- L'abreuvoir de l'empereur est une stèle qui commémore le passage de l'empereur dans la commune le 14 juin 1815. Il est écrit « Ici Napoléon fit boire son cheval le 14 juin 1815 un petit garçon du village lui dit n'allez pas par la monsieur »

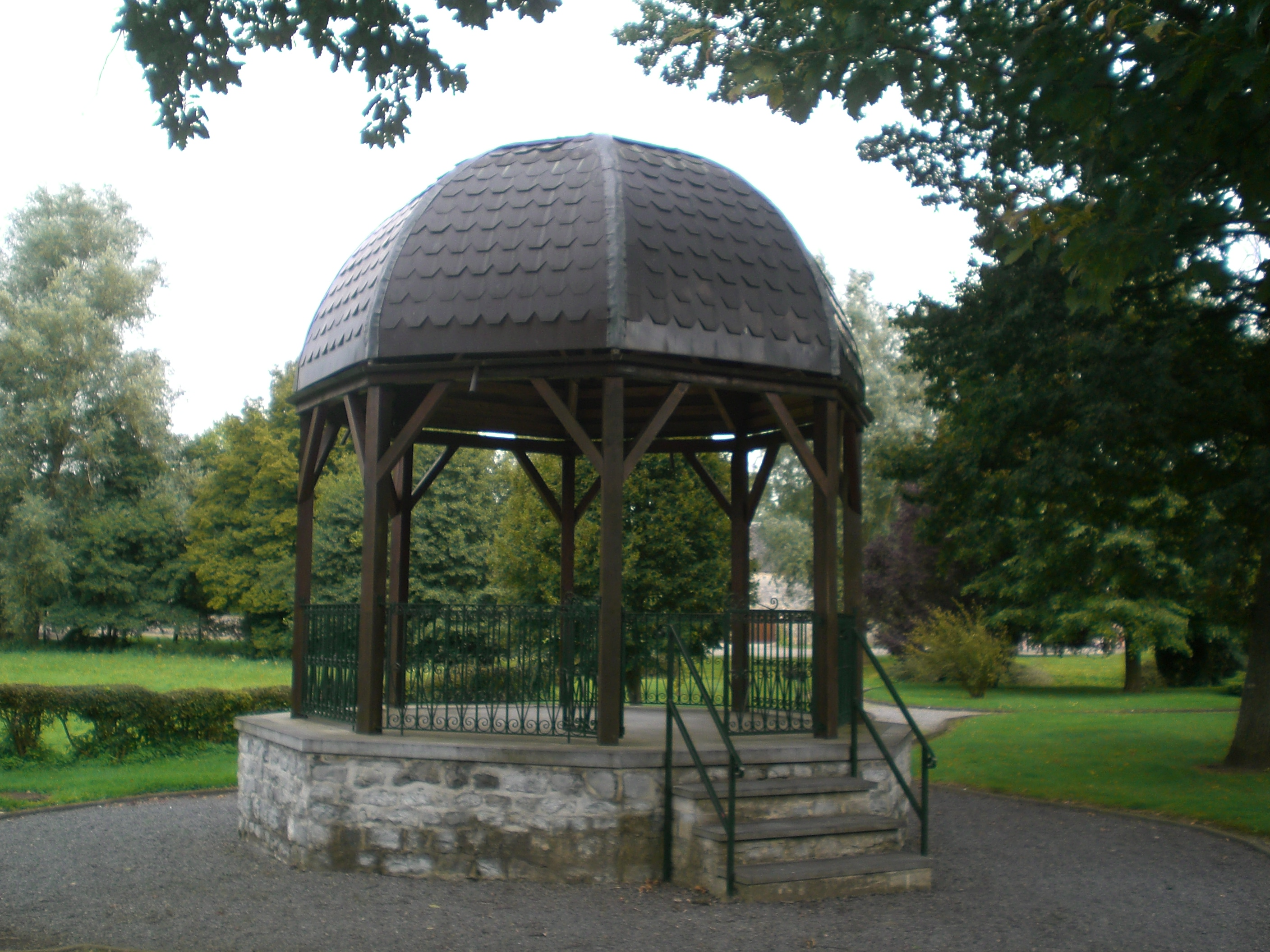
Kiosque
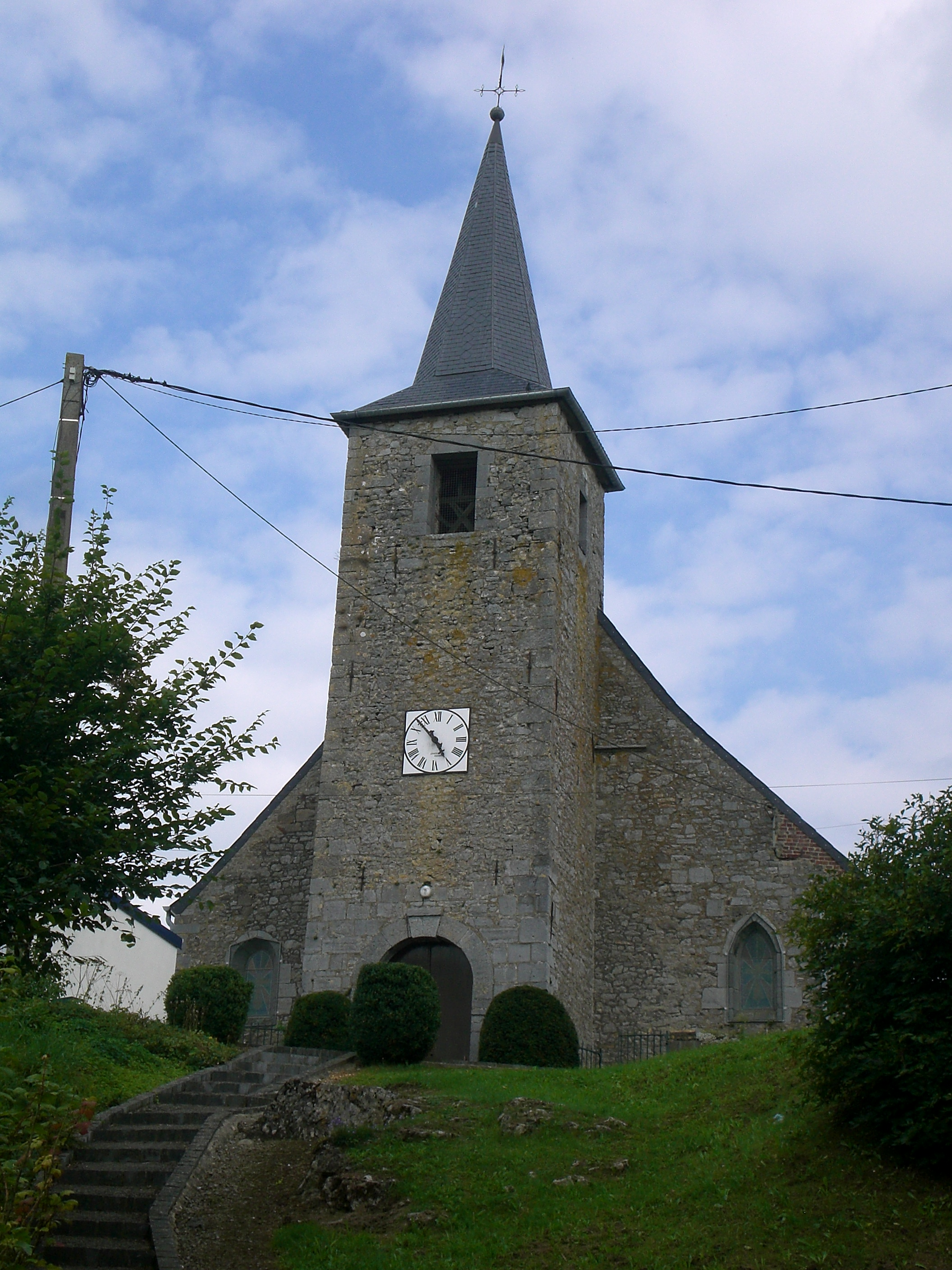
Église Saint Romain
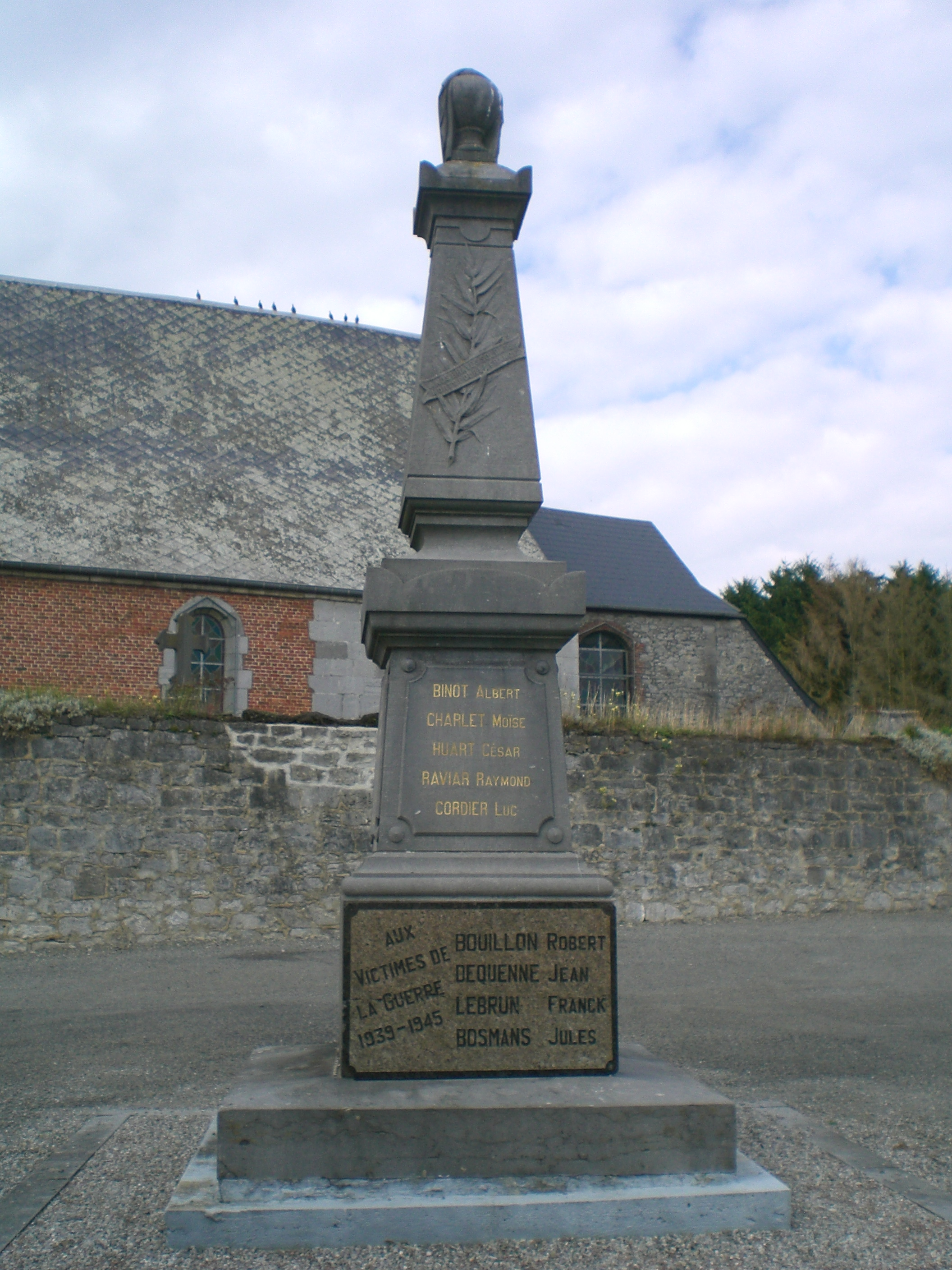
Monument aux morts
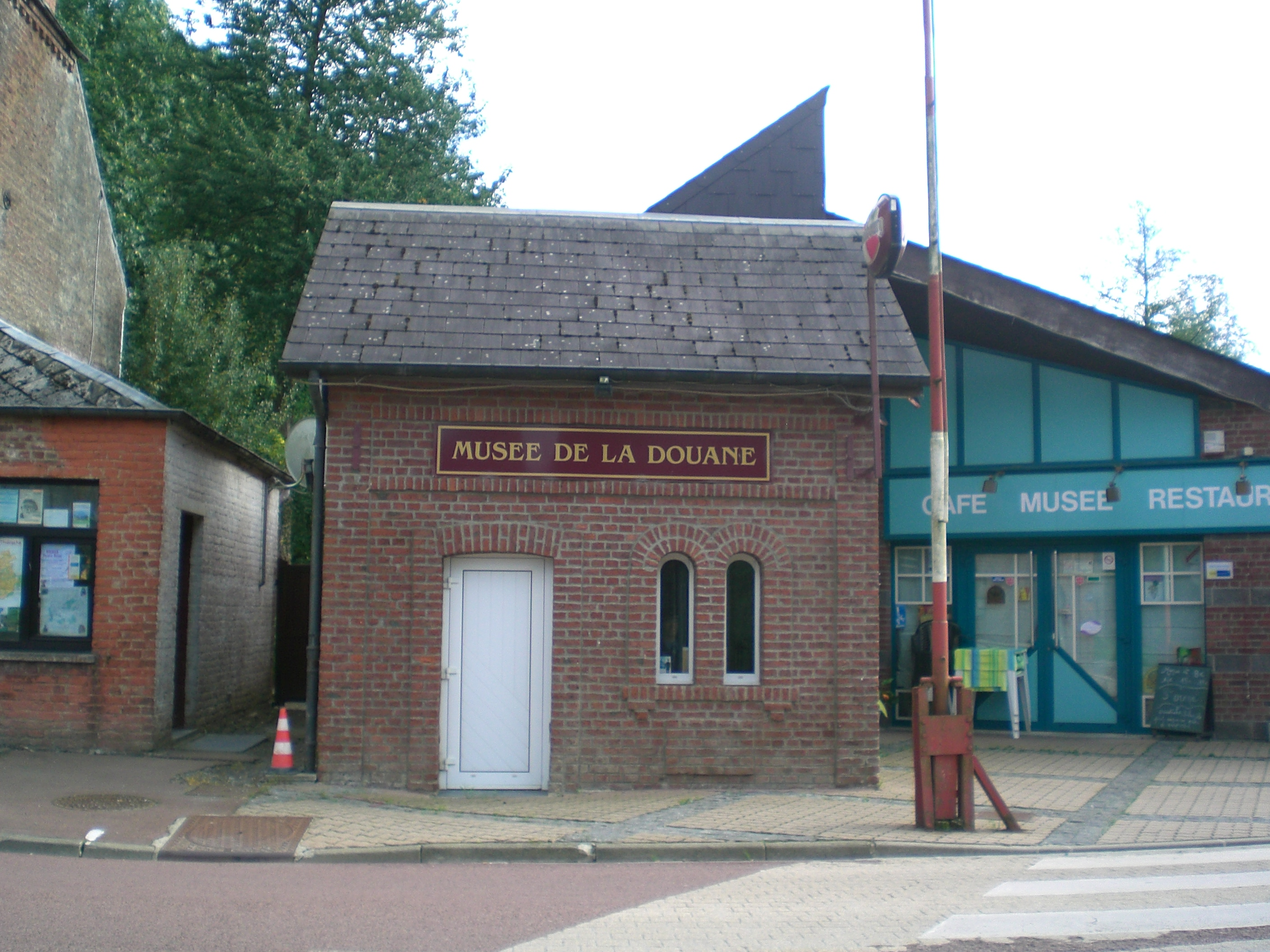
Musée de la Douane
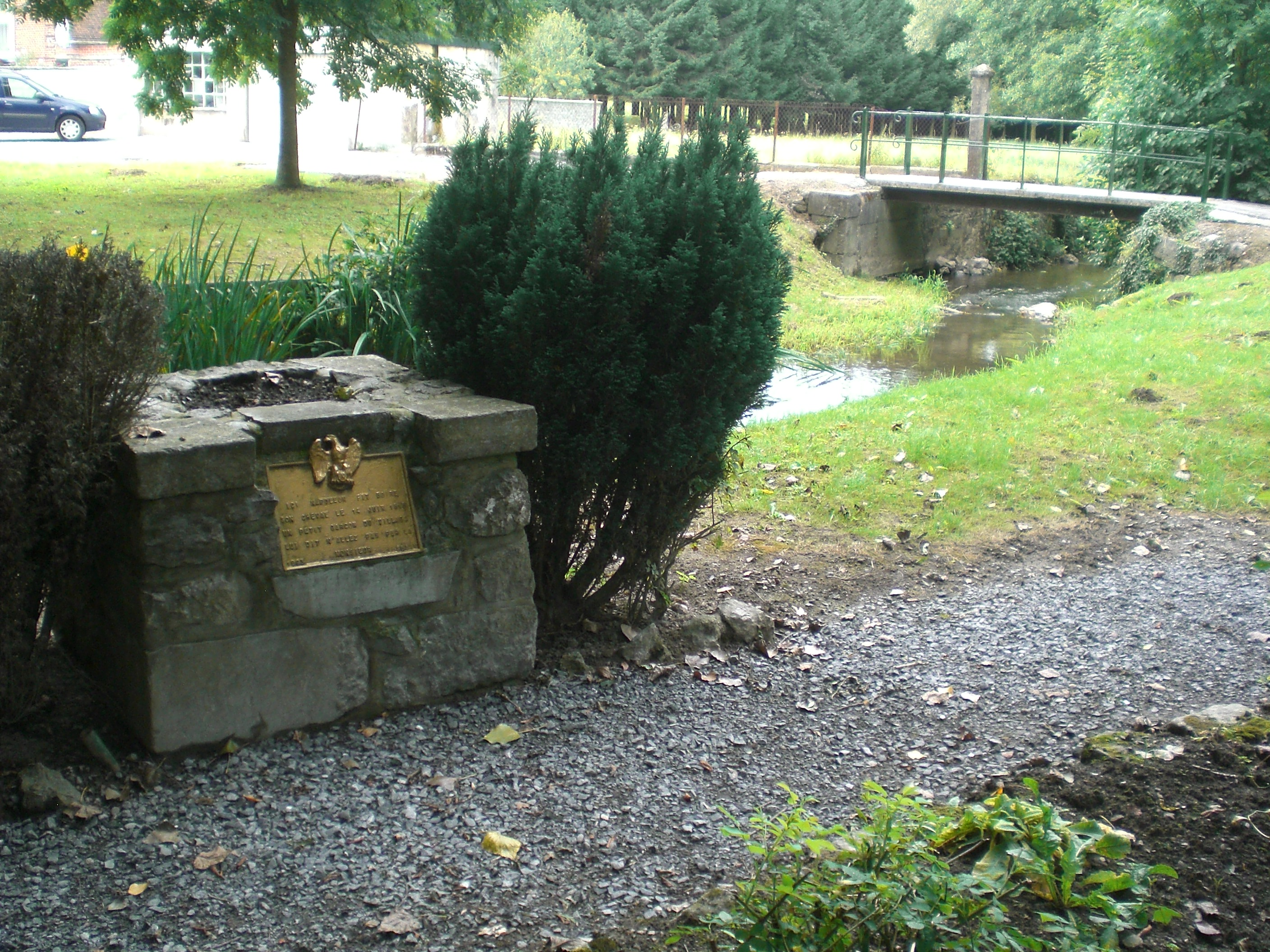
L'abreuvoir de l'empereur

## Pour approfondir